# Lista siturilor arheologice din județul Sălaj - C
Lista siturilor arheologice din județul Sălaj - C conține toate siturile arheologice din județul Sălaj înscrise în Repertoriul Arheologic Național (RAN) și aflate în localități al căror nume începe cu litera C. RAN este administrat de Ministerul Culturii și Patrimoniului Național și cuprinde date științifice, cartografice, topografice, imagini și planuri, precum și orice alte informații privitoare la zonele cu potențial arheologic, studiate sau nu, încă existente sau dispărute.
Puteți căuta un sit din localitățile care încep cu litera C folosind formularul de mai jos sau puteți naviga prin toate siturile din județ la Lista siturilor arheologice din județul Sălaj.
| Cod RAN                                    | Denumire | Localitate                                         | Adresă                                   | Datare                                    | Descoperit | Coordonate                                    | Imagine           | Erori            |
| ------------------------------------------ | --- | -------------------------------------------------- | ---------------------------------------- | ----------------------------------------- | ---------- | --------------------------------------------- | ----------------- | ---------------- |
| 140459.01.01 (Cod LMI: SJ-I-s-B-04866)     | Așezarea neolitică de la Camăr - "Csonkás" / ansamblu anonim (Categorie: locuire civilă) (Tip: Așezare)                                                | sat Camăr, comuna Camăr                            | Csonkás                                  |                                           |            |                                               | Încărcați imagine | Raportați eroare |
| 141161.01.01 (Cod LMI: SJ-I-s-B-04867)     | Așezarea din epoca bronzului de la Căpâlna - "Podul Delniții" / ansamblu anonim (Categorie: locuire civilă) (Tip: Așezare)                             | sat Căpâlna, comuna Gâlgău                         | Podul Delniții                           |                                           |            |                                               | Încărcați imagine | Raportați eroare |
| 141161.02.01 (Cod LMI: SJ-I-s-B-04868)     | Așezarea din epoca bronzului de la Căpâlna - "Izvoarele cele mari", "Izvoarele cele mici" / ansamblu anonim (Categorie: locuire civilă) (Tip: Așezare) | sat Căpâlna, comuna Gâlgău                         | Izvoarele cele mari, Izvoarele cele mici |                                           |            |                                               | Încărcați imagine | Raportați eroare |
| 141161.03.01 (Cod LMI: SJ-I-m-B-04894.01)  | Turn roman de la Căpâlna - "Casa popii" / ansamblu anonim (Categorie: fortificație) (Tip: Turn)                                                        | sat Căpâlna, comuna Gâlgău                         | Casa popii                               | romană sec. II - III                      |            |                                               | Încărcați imagine | Raportați eroare |
| 140173.01.01 (Cod LMI: SJ-I-s-B-04870)     | Așezarea neolitică de la Chendrea - Podul Malului / ansamblu anonim (Categorie: locuire civilă) (Tip: Așezare)                                         | sat Chendrea, comuna Bălan                         | Podul Malului                            | Starčevo - Criș                           |            |                                               | Încărcați imagine | Raportați eroare |
| 140100.01.01 (Cod LMI: SJ-I-s-B-04871)     | Așezarea din epoca migrațiilor de la Ciocmani / ansamblu anonim (Categorie: locuire civilă) (Tip: Așezare)                                             | sat Ciocmani, comuna Băbeni                        |                                          | sec. IV - VII                             |            |                                               | Încărcați imagine | Raportați eroare |
| 140100.02.01 (Cod LMI: SJ-I-s-B-04872)     | Așezarea Suciu de Sus de la Ciocmani - "Dâmbu Luchii" / ansamblu anonim (Categorie: locuire civilă) (Tip: Așezare)                                     | sat Ciocmani, comuna Băbeni                        | Dâmbu Luchii                             | Suciu de Sus                              |            |                                               | Încărcați imagine | Raportați eroare |
| 140100.03.01 (Cod LMI: SJ-I-m-B-04873.02)  | Situl arheologic de la Ciocmani - "Malu Roșu" / ansamblu anonim (Categorie: locuire civilă) (Tip: Așezare)                                             | sat Ciocmani, comuna Băbeni                        | Malu Roșu                                |                                           |            |                                               | Încărcați imagine | Raportați eroare |
| 140100.03.02 (Cod LMI: SJ-I-m-B-04873.01)  | Situl arheologic de la Ciocmani - "Malu Roșu" / ansamblu anonim (Categorie: locuire civilă) (Tip: Așezare)                                             | sat Ciocmani, comuna Băbeni                        | Malu Roșu                                |                                           |            |                                               | Încărcați imagine | Raportați eroare |
| 140351.01.01 (Cod LMI: SJ-I-m-B-04869.02)  | Situl arheologic de la Câmpia - "Terasa văii Zalăului" / ansamblu anonim (Categorie: locuire civilă) (Tip: Așezare)                                    | sat Câmpia, comuna Bocșa                           | Terasa văii Zalăului                     |                                           |            |                                               | Încărcați imagine | Raportați eroare |
| 140351.01.02 (Cod LMI: SJ-I-m-B-04869.01)  | Situl arheologic de la Câmpia - "Terasa văii Zalăului" / ansamblu anonim (Categorie: locuire civilă) (Tip: Așezare)                                    | sat Câmpia, comuna Bocșa                           | Terasa văii Zalăului                     |                                           |            |                                               | Încărcați imagine | Raportați eroare |
| 140119.01.01 (Cod LMI: SJ-I-s-B-04874)     | Așezarea Suciu de Sus de la Cliț - Dealul Grindului / ansamblu anonim (Categorie: locuire civilă) (Tip: Așezare)                                       | sat Cliț, comuna Băbeni                            | Dealul Grindului                         | Suciu de Sus                              |            |                                               | Încărcați imagine | Raportați eroare |
| 140119.02.01 (Cod LMI: SJ-I-s-B-04875)     | Turnul roman de la Cliț - "Fața Chicerii" / ansamblu anonim (Categorie: fortificație) (Tip: Turn)                                                      | sat Cliț, comuna Băbeni                            | Fața Chicerii                            | romană sec. II - III                      |            |                                               | Încărcați imagine | Raportați eroare |
| 141900.01.01 (Cod LMI: SJ-I-m-B-04876.01)  | Turnul roman de la Cormeniș - "Dealul Hoancelor" / ansamblu anonim (Categorie: fortificație) (Tip: Turn)                                               | sat Cormeniș, comuna Lozna                         | Dealul Hoancelor                         | romană sec. II - III                      |            |                                               | Încărcați imagine | Raportați eroare |
| 141900.02.01                               | Turnul roman de la Cormeniș - "Râpa Malului" / ansamblu anonim (Categorie: fortificație) (Tip: Turn)                                                   | sat Cormeniș, comuna Lozna                         | Râpa Malului                             | romană sec. II - III                      |            |                                               | Încărcați imagine | Raportați eroare |
| 141900.03.01                               | Turnul roman de la Cormeniș - "Fața Prisecii" / ansamblu anonim (Categorie: fortificație) (Tip: Turn)                                                  | sat Cormeniș, comuna Lozna                         | Fața Prisecii                            | romană sec. II - III                      |            |                                               | Încărcați imagine | Raportați eroare |
| 141740.01.01 (Cod LMI: SJ-I-s-B-04877)     | Așezarea romană de la Cosniciu de Jos / ansamblu anonim (Categorie: locuire civilă) (Tip: Așezare)                                                     | sat Cosniciu de Jos, comuna Ip                     |                                          | sec. II - III                             |            |                                               | Încărcați imagine | Raportați eroare |
| 140636.01.01 (Cod LMI: SJ-I-s-B-04878)     | Situl arheologic de la Crasna - "Dirika" / ansamblu anonim (Categorie: locuire civilă) (Tip: Așezare)                                                  | sat Crasna, comuna Crasna                          | Dirika                                   | Tisa                                      |            |                                               | Încărcați imagine | Raportați eroare |
| 140636.01.02 (Cod LMI: SJ-I-s-B-04878)     | Situl arheologic de la Crasna - "Dirika" / ansamblu anonim (Categorie: locuire civilă) (Tip: Așezare)                                                  | sat Crasna, comuna Crasna                          | Dirika                                   | Tiszapolgár                               |            |                                               | Încărcați imagine | Raportați eroare |
| 140636.02.01 (Cod LMI: SJ-I-s-B-04879)     | Necropola din epoca romană de la Crasna / ansamblu anonim (Categorie: descoperire funerară) (Tip: Necropolă de incinerație)                            | sat Crasna, comuna Crasna                          |                                          | sec. II - III                             |            |                                               | Încărcați imagine | Raportați eroare |
| 140636.03.01 (Cod LMI: SJ-I-m-A-04880.02)  | Situl arheologic de la Crasna - Csereoldal / ansamblu anonim (Categorie: locuire civilă) (Tip: Așezare)                                                | sat Crasna, comuna Crasna                          | Csereoldal                               | Cehăluț                                   |            |                                               | Încărcați imagine | Raportați eroare |
| 140636.03.02 (Cod LMI: SJ-I-s-A-04880)     | Situl arheologic de la Crasna - Csereoldal / ansamblu anonim (Categorie: locuire civilă) (Tip: Așezare)                                                | sat Crasna, comuna Crasna                          | Csereoldal                               | sec. II - III                             |            |                                               | Încărcați imagine | Raportați eroare |
| 139839.01.01 (Cod LMI: SJ-I-s-B-04882)     | Situl arheologic de la Cuceu - "Cuceu Sec" / ansamblu anonim (Categorie: locuire civilă) (Tip: Așezare)                                                | sat Cuceu, oraș Jibou                              | Cuceu Sec                                | Suciu de Sus                              |            |                                               | Încărcați imagine | Raportați eroare |
| 139839.01.01 (Cod LMI: SJ-I-s-B-04882)     | Situl arheologic de la Cuceu - "Cuceu Sec" / ansamblu anonim (Categorie: locuire civilă) (Tip: așezare)                                                | sat Cuceu, oraș Jibou                              | Cuceu Sec                                | Wietenberg                                |            |                                               | Încărcați imagine | Raportați eroare |
| 139839.02.02 (Cod LMI: SJ-I-s-B-04883)     | Așezarea Suciu de Sus de la Cuceu - "Pe lab" / ansamblu anonim (Categorie: locuire civilă) (Tip: așezare)                                              | sat Cuceu, oraș Jibou                              | Pe lab                                   | sec. II-III                               |            |                                               | Încărcați imagine | Raportați eroare |
| 139839.02 (Cod LMI: SJ-I-s-B-04883)        | Așezarea Suciu de Sus de la Cuceu - "Pe lab" / ansamblu anonim (Categorie: locuire civilă) (Tip: așezare)                                              | sat Cuceu, oraș Jibou                              | Pe lab                                   | sec. III-IV                               |            |                                               | Încărcați imagine | Raportați eroare |
| 139839.02 (Cod LMI: SJ-I-s-B-04883)        | Așezarea Suciu de Sus de la Cuceu - "Pe lab" / ansamblu anonim (Categorie: locuire civilă) (Tip: așezare)                                              | sat Cuceu, oraș Jibou                              | Pe lab                                   | sec. VII-VIII                             |            |                                               | Încărcați imagine | Raportați eroare |
| 139839.02.01 (Cod LMI: SJ-I-s-B-04883)     | Așezarea Suciu de Sus de la Cuceu - "Pe lab" / ansamblu anonim (Categorie: locuire civilă) (Tip: Așezare)                                              | sat Cuceu, oraș Jibou                              | Pe lab                                   | Suciu de Sus                              |            |                                               | Încărcați imagine | Raportați eroare |
| 141820.01.01 (Cod LMI: SJ-I-s-A-04885)     | Situl arheologic paleolitic în peșteră de la Cuciulat / ansamblu anonim (Categorie: locuire) (Tip: Ansamblu rupestru)                                  | sat Cuciulat, comuna Letca                         |                                          |                                           |            |                                               | Încărcați imagine | Raportați eroare |
| 139839.04.01                               | Situl arheologic de la Cuceu - "Valea Bochii" / ansamblu anonim (Categorie: locuire civilă) (Tip: Așezare)                                             | sat Cuceu, oraș Jibou                              | Valea Bochii                             | Tisa                                      | 1978       |                                               | Încărcați imagine | Raportați eroare |
| 139839.04.02                               | Situl arheologic de la Cuceu - "Valea Bochii" / ansamblu anonim (Categorie: locuire civilă) (Tip: Așezare)                                             | sat Cuceu, oraș Jibou                              | Valea Bochii                             | sec. VIII-IX                              | 1978       |                                               | Încărcați imagine | Raportați eroare |
| 139839.04.02                               | Situl arheologic de la Cuceu - "Valea Bochii" / complex L. 1 (Categorie: locuire civilă) (Tip: locuință)                                               | sat Cuceu, oraș Jibou                              | Valea Bochii                             | sec. VIII-IX                              | 1978       |                                               | Încărcați imagine | Raportați eroare |
| 139839.04.02                               | Situl arheologic de la Cuceu - "Valea Bochii" / complex L. 2 (Categorie: locuire civilă) (Tip: locuință)                                               | sat Cuceu, oraș Jibou                              | Valea Bochii                             | sec. VIII-IX                              | 1978       |                                               | Încărcați imagine | Raportați eroare |
| 139839.04.02                               | Situl arheologic de la Cuceu - "Valea Bochii" / complex L. 3 (Categorie: locuire civilă) (Tip: locuință)                                               | sat Cuceu, oraș Jibou                              | Valea Bochii                             | sec. VIII-IX                              | 1978       |                                               | Încărcați imagine | Raportați eroare |
| 139839.04.02                               | Situl arheologic de la Cuceu - "Valea Bochii" / complex L. 4 (Categorie: locuire civilă) (Tip: locuință)                                               | sat Cuceu, oraș Jibou                              | Valea Bochii                             | sec. VIII-IX                              | 1978       |                                               | Încărcați imagine | Raportați eroare |
| 140486.01.01                               | Situl arheologic de la Carastelec / ansamblu anonim (Categorie: locuire civilă) (Tip: Așezare)                                                         | sat Carastelec, comuna Carastelec                  |                                          | Iclod                                     |            |                                               | Încărcați imagine | Raportați eroare |
| 140486.01.02                               | Situl arheologic de la Carastelec / ansamblu anonim (Categorie: locuire civilă) (Tip: Așezare)                                                         | sat Carastelec, comuna Carastelec                  |                                          | Tiszapolgár                               |            |                                               | Încărcați imagine | Raportați eroare |
| 141161.04.01                               | Posibila așezare neolitică de la Căpâlna / ansamblu anonim (Categorie: locuire civilă) (Tip: Așezare)                                                  | sat Căpâlna, comuna Gâlgău                         |                                          |                                           |            |                                               | Încărcați imagine | Raportați eroare |
| 141269.01                                  | Așezarea neolitică de la Călacea / ansamblu anonim (Categorie: locuire civilă) (Tip: Așezare)                                                          | sat Călacea, comuna Gârbou                         |                                          |                                           |            |                                               | Încărcați imagine | Raportați eroare |
| 141349.01                                  | Topor din cupru la Cerișa- Grădina Vlaicu Dumitru (Categorie: descoperire izolată) (Tip: obiect izolat)                                                | sat Cerișa, comuna Halmășd                         | Grădina Vlaicu Dumitru                   |                                           |            |                                               | Încărcați imagine | Raportați eroare |
| 139919.01.01                               | Situl arheologic de la Cehei- Misig / ansamblu anonim (Categorie: locuire civilă) (Tip: Așezare)                                                       | localitate componentă Cehei, oraș Șimleu Silvaniei | Misig                                    | Cluj - Cheile Turzii - Lumea Nouă - Iclod |            |                                               | Încărcați imagine | Raportați eroare |
| 139919.01.02                               | Situl arheologic de la Cehei- Misig / ansamblu anonim (Categorie: locuire civilă) (Tip: Așezare)                                                       | localitate componentă Cehei, oraș Șimleu Silvaniei | Misig                                    | Tiszapolgár                               |            |                                               | Încărcați imagine | Raportați eroare |
| 139919.01.03                               | Situl arheologic de la Cehei- Misig / ansamblu anonim (Categorie: locuire civilă) (Tip: Așezare)                                                       | localitate componentă Cehei, oraș Șimleu Silvaniei | Misig                                    | sec. III-IV                               |            |                                               | Încărcați imagine | Raportați eroare |
| 139919.01.04                               | Situl arheologic de la Cehei- Misig / ansamblu anonim (Categorie: locuire civilă) (Tip: Așezare)                                                       | localitate componentă Cehei, oraș Șimleu Silvaniei | Misig                                    | Cehăluț                                   |            |                                               | Încărcați imagine | Raportați eroare |
| 139919.01.05                               | Situl arheologic de la Cehei- Misig / ansamblu anonim (Categorie: locuire civilă) (Tip: Așezare)                                                       | localitate componentă Cehei, oraș Șimleu Silvaniei | Misig                                    |                                           |            |                                               | Încărcați imagine | Raportați eroare |
| 140173.02.01                               | Așezări eneolitice la Chendrea / ansamblu anonim (Categorie: locuire civilă) (Tip: Așezare)                                                            | sat Chendrea, comuna Bălan                         |                                          |                                           |            |                                               | Încărcați imagine | Raportați eroare |
| 140164.01                                  | Unelte neo-eneolitice de la Chechiș (Categorie: descoperire izolată) (Tip: obiect izolat)                                                              | sat Chechiș, comuna Bălan                          |                                          |                                           |            |                                               | Încărcați imagine | Raportați eroare |
| 140556.01                                  | Topor neolitic la Cizer- Susani (Categorie: descoperire izolată) (Tip: obiect izolat)                                                                  | sat Cizer, comuna Cizer                            | Susani                                   |                                           |            |                                               | Încărcați imagine | Raportați eroare |
| 142453.01                                  | Unelte neolitice la Ciumărna- Poderei, Est de Meseș (Categorie: descoperire izolată) (Tip: obiect izolat)                                              | sat Ciumărna, comuna Românași                      | Poderei, Est de Meseș                    |                                           |            |                                               | Încărcați imagine | Raportați eroare |
| 140636.04                                  | Topor neolitic la Crasna - "Pășunea de dincolo" (Categorie: descoperire izolată) (Tip: obiect izolat)                                                  | sat Crasna, comuna Crasna                          | Pășunea de dincolo                       |                                           |            |                                               | Încărcați imagine | Raportați eroare |
| 141811.01.01                               | Așezarea de la Cozla / ansamblu anonim (Categorie: locuire civilă) (Tip: Așezare)                                                                      | sat Cozla, comuna Letca                            |                                          |                                           |            |                                               | Încărcați imagine | Raportați eroare |
| 140592.01.01                               | Așezarea de la Coșeiu / ansamblu anonim (Categorie: locuire civilă) (Tip: Așezare)                                                                     | sat Coșeiu, comuna Coșeiu                          |                                          |                                           |            |                                               | Încărcați imagine | Raportați eroare |
| 140832.01 (Cod LMI: SJ-I-s-B-04881)        | Situl arheologic de la Crișeni - "Măzăriște" (Categorie: locuire civilă) (Tip: așezare)                                                                | sat Crișeni, comuna Crișeni                        | Măzăriște                                |                                           |            |                                               | Încărcați imagine | Raportați eroare |
| 140832.01.01 (Cod LMI: SJ-I-s-B-04881)     | Situl arheologic de la Crișeni - "Măzăriște" / ansamblu anonim (Categorie: locuire civilă) (Tip: Așezare)                                              | sat Crișeni, comuna Crișeni                        | Măzăriște                                | Tiszapolgár                               |            |                                               | Încărcați imagine | Raportați eroare |
| 140832.01.02 (Cod LMI: SJ-I-s-B-04881)     | Situl arheologic de la Crișeni - "Măzăriște" / ansamblu anonim (Categorie: locuire civilă) (Tip: Așezare)                                              | sat Crișeni, comuna Crișeni                        | Măzăriște                                |                                           |            |                                               | Încărcați imagine | Raportați eroare |
| 140832.02.01                               | Situl arheologic de la Crișeni - "Orășel" / ansamblu anonim (Categorie: locuire civilă) (Tip: Așezare)                                                 | sat Crișeni, comuna Crișeni                        | extravilan, punct Orășel                 | sec. II-III                               | 2004       | 47°14′00″N 23°01′00″E / 47.23333°N 23.01667°E | Încărcați imagine | Raportați eroare |
| 140832.02.02                               | Situl arheologic de la Crișeni - "Orășel" / ansamblu anonim (Categorie: locuire civilă) (Tip: Așezare)                                                 | sat Crișeni, comuna Crișeni                        | extravilan, punct Orășel                 |                                           | 2004       | 47°14′00″N 23°01′00″E / 47.23333°N 23.01667°E | Încărcați imagine | Raportați eroare |
| 140592.02.01 (Cod LMI: SJ-II-m-A-05042.01) | Ansamblul bisericii medievale de la Coșeiu / ansamblu anonim (Categorie: structură de cult/religioasă) (Tip: Biserică)                                 | sat Coșeiu, comuna Coșeiu                          | 142                                      | sec. XV                                   |            |                                               | Încărcați imagine | Raportați eroare |
| 140592.02.01 (Cod LMI: SJ-II-m-A-05042.01) | Ansamblul bisericii medievale de la Coșeiu / complex anonim (Categorie: structură de cult/religioasă) (Tip: clopotniță de lemn)                        | sat Coșeiu, comuna Coșeiu                          | 142                                      | sec. XV                                   |            |                                               | Încărcați imagine | Raportați eroare |
| 140592.02.02 (Cod LMI: SJ-II-m-A-05042.01) | Ansamblul bisericii medievale de la Coșeiu / ansamblu anonim (Categorie: structură de cult/religioasă) (Tip: Clopotniță)                               | sat Coșeiu, comuna Coșeiu                          | 142                                      | sec. XVIII                                |            |                                               | Încărcați imagine | Raportați eroare |
| 140592.02.03 (Cod LMI: SJ-II-m-A-05042.01) | Ansamblul bisericii medievale de la Coșeiu / ansamblu anonim (Categorie: structură de cult/religioasă) (Tip: Cimitir)                                  | sat Coșeiu, comuna Coșeiu                          | 142                                      | sec. XV-XIX                               |            |                                               | Încărcați imagine | Raportați eroare |
| 140592.02.04 (Cod LMI: SJ-II-m-A-05042.01) | Ansamblul bisericii medievale de la Coșeiu / ansamblu anonim (Categorie: structură de cult/religioasă) (Tip: Așezare)                                  | sat Coșeiu, comuna Coșeiu                          | 142                                      | sec. III-II                               |            |                                               | Încărcați imagine | Raportați eroare |
| 140636.05.01 (Cod LMI: SJ-II-m-A-05043)    | Biserica medievală reformată de la Crasna / ansamblu anonim (Categorie: structură de cult/religioasă) (Tip: Biserică)                                  | sat Crasna, comuna Crasna                          | nr. 2                                    | 1380 - 1400; ample transformări in 1909   |            | 47°09′45″N 22°52′12″E / 47.1626°N 22.8701°E   | Încărcați imagine | Raportați eroare |
| 142195.01.01                               | Ruinele cetății Cheud - Cetatea Aranyos / ansamblu Ruinele cetății Cheud (Categorie: fortificație) (Tip: Cetate)                                       | sat Cheud, comuna Năpradea                         | Cetatea Aranyos                          | sec. X - XIV                              |            |                                               | Încărcați imagine | Raportați eroare |
| 141161.05.01 (Cod LMI: SJ-I-m-B-04894.02)  | Turn roman la Căpâlna - "Cărămida" / ansamblu anonim (Categorie: fortificație) (Tip: Turn)                                                             | sat Căpâlna, comuna Gâlgău                         | Cărămida                                 | romană sec. II - III                      |            |                                               | Încărcați imagine | Raportați eroare |
| 141161.06.01 (Cod LMI: SJ-I-m-B-04894.03)  | Turn roman la Căpâlna - "Homorâșa" / ansamblu anonim (Categorie: fortificație) (Tip: Turn)                                                             | sat Căpâlna, comuna Gâlgău                         | Homorâșa                                 | romană sec. II - III                      |            |                                               | Încărcați imagine | Raportați eroare |
| 141161.07.01 (Cod LMI: SJ-I-m-B-04894.04)  | Turn roman la Căpâlna - "Dealul lui Galoș" / ansamblu anonim (Categorie: fortificație) (Tip: Turn)                                                     | sat Căpâlna, comuna Gâlgău                         | Dealul lui Galoș                         | romană sec. II - III                      |            |                                               | Încărcați imagine | Raportați eroare |
| 141161.08.01 (Cod LMI: SJ-I-m-B-04894.05)  | Turn roman la Căpâlna - "Hotroapă" / ansamblu anonim (Categorie: fortificație) (Tip: Turn)                                                             | sat Căpâlna, comuna Gâlgău                         | Hotroapă                                 | romană sec. II - III                      |            |                                               | Încărcați imagine | Raportați eroare |
| 141161.09.01 (Cod LMI: SJ-I-m-B-04894.06)  | Turn roman la Căpâlna -"Casa Uriașilor" / ansamblu anonim (Categorie: fortificație) (Tip: Turn)                                                        | sat Căpâlna, comuna Gâlgău                         | Casa Uriașilor                           | romană sec. II - III                      |            |                                               | Încărcați imagine | Raportați eroare |
| 139919.03.01                               | Situl arheologic de la Cehei- Nove / ansamblu anonim (Categorie: locuire) (Tip: Așezare)                                                               | localitate componentă Cehei, oraș Șimleu Silvaniei | str. Pustă, punct Nove                   | Tiszapolgár                               |            |                                               | Încărcați imagine | Raportați eroare |
| 139919.03.02                               | Situl arheologic de la Cehei- Nove / ansamblu anonim (Categorie: locuire) (Tip: Așezare)                                                               | localitate componentă Cehei, oraș Șimleu Silvaniei | str. Pustă, punct Nove                   |                                           |            |                                               | Încărcați imagine | Raportați eroare |
| 139919.03.03                               | Situl arheologic de la Cehei- Nove / ansamblu anonim (Categorie: locuire) (Tip: Așezare)                                                               | localitate componentă Cehei, oraș Șimleu Silvaniei | str. Pustă, punct Nove                   | Cehăluț                                   |            |                                               | Încărcați imagine | Raportați eroare |
| 140486.02.01                               | Așezarea medievală de la Carastelec / ansamblu anonim (Categorie: locuire civilă) (Tip: așezare)                                                       | sat Carastelec, comuna Carastelec                  |                                          | sec. XIII                                 |            |                                               | Încărcați imagine | Raportați eroare |
| 141269.02.01                               | Așezarea din epoca bronzului de la Călacea / ansamblu anonim (Categorie: locuire civilă) (Tip: așezare)                                                | sat Călacea, comuna Gârbou                         |                                          |                                           |            |                                               | Încărcați imagine | Raportați eroare |
| 141269.03.01                               | Așezarea romană de la Călacea - În lab / ansamblu anonim (Categorie: locuire civilă) (Tip: așezare)                                                    | sat Călacea, comuna Gârbou                         | În lab                                   | sec. II-I                                 |            |                                               | Încărcați imagine | Raportați eroare |
| 141269.04.01                               | Villa rustica de la Călacea / ansamblu anonim (Categorie: locuire) (Tip: așezare)                                                                      | sat Călacea, comuna Gârbou                         |                                          |                                           |            |                                               | Încărcați imagine | Raportați eroare |
| 143085.01.01                               | Așezarea Suciu de Sus de la Ceaca - Ponoare / ansamblu anonim (Categorie: locuire) (Tip: așezare)                                                      | sat Ceaca, comuna Zalha                            | Ponoare                                  |                                           |            |                                               | Încărcați imagine | Raportați eroare |
| 139919.04.01                               | Situl arheologic de la Cehei - Oman între un rât / ansamblu anonim (Categorie: locuire) (Tip: așezare)                                                 | localitate componentă Cehei, oraș Șimleu Silvaniei | Oman între un rât                        | Tiszapolgar                               |            |                                               | Încărcați imagine | Raportați eroare |
| 139919.04.02                               | Situl arheologic de la Cehei - Oman între un rât / ansamblu anonim (Categorie: locuire) (Tip: așezare)                                                 | localitate componentă Cehei, oraș Șimleu Silvaniei | Oman între un rât                        | sec. III-IV                               |            |                                               | Încărcați imagine | Raportați eroare |
| 139919.05.01                               | Așezarea eneolitică de la Cehei - Tău fără fund / ansamblu anonim (Categorie: locuire) (Tip: așezare)                                                  | localitate componentă Cehei, oraș Șimleu Silvaniei | Tău fără fund                            | Tiszapolgar                               |            |                                               | Încărcați imagine | Raportați eroare |
| 139919.06.01                               | Așezarea medievală de la Cehei / ansamblu anonim (Categorie: locuire) (Tip: așezare)                                                                   | localitate componentă Cehei, oraș Șimleu Silvaniei |                                          |                                           |            |                                               | Încărcați imagine | Raportați eroare |
| 139759.02.01                               | Așezarea din epoca bronzului de la Cehu Silvaniei - Cetate / ansamblu anonim (Categorie: locuire) (Tip: așezare)                                       | oraș Cehu Silvaniei                                | Cetate                                   |                                           |            |                                               | Încărcați imagine | Raportați eroare |
| 139759.03.01                               | Cetatea medievală de la Cehu Silvaniei / ansamblu anonim (Categorie: fortificație) (Tip: cetate)                                                       | oraș Cehu Silvaniei                                |                                          |                                           |            |                                               | Încărcați imagine | Raportați eroare |
| 141349.02.01                               | Așezarea dacică de la Cerișa / ansamblu anonim (Categorie: locuire) (Tip: așezare)                                                                     | sat Cerișa, comuna Halmășd                         |                                          | sec. II-I                                 |            |                                               | Încărcați imagine | Raportați eroare |
| 140618.01.01                               | Situl arheologic de la Chilioara / ansamblu anonim (Categorie: locuire) (Tip: așezare)                                                                 | sat Chilioara, comuna Coșeiu                       |                                          | Wietenberg                                |            |                                               | Încărcați imagine | Raportați eroare |
| 140618.01.02                               | Situl arheologic de la Chilioara / ansamblu anonim (Categorie: locuire) (Tip: așezare)                                                                 | sat Chilioara, comuna Coșeiu                       |                                          |                                           |            |                                               | Încărcați imagine | Raportați eroare |
| 140725.01.01                               | Turnul roman de la Ciglean - Dealul Cigleanului / ansamblu anonim (Categorie: fortificație) (Tip: Turn)                                                | sat Ciglean, comuna Creaca                         | Dealul Cigleanului                       |                                           |            |                                               | Încărcați imagine | Raportați eroare |
| 140725.02.01                               | Turnul roman de la Ciglean - Vârful Cigleanului / ansamblu anonim (Categorie: fortificație) (Tip: Turn)                                                | sat Ciglean, comuna Creaca                         | Vârful Cigleanului                       |                                           |            |                                               | Încărcați imagine | Raportați eroare |
| 140100.04                                  | Așezarea de epocă romană de la Ciocmani - Pe coastă (Categorie: locuire civilă) (Tip: așezare)                                                         | sat Ciocmani, comuna Băbeni                        | Pe coastă                                |                                           |            |                                               | Încărcați imagine | Raportați eroare |
| 140100.05.01                               | Turnul de epocă romană de la Ciocmani - Mănăstire / ansamblu anonim (Categorie: fortificație) (Tip: Turn)                                              | sat Ciocmani, comuna Băbeni                        | Mănăstire                                |                                           |            |                                               | Încărcați imagine | Raportați eroare |
| 140556.02.01                               | Așezarea medievală de la Cizer / ansamblu anonim (Categorie: locuire) (Tip: așezare)                                                                   | sat Cizer, comuna Cizer                            |                                          | sec. XIII                                 |            |                                               | Încărcați imagine | Raportați eroare |
| 141900.04.01                               | Așezarea din epoca bronzului de la Cormeniș - La Poiană / ansamblu anonim (Categorie: locuire) (Tip: așezare)                                          | sat Cormeniș, comuna Lozna                         | La Poiană                                |                                           |            |                                               | Încărcați imagine | Raportați eroare |
| 141900.05.01                               | / ansamblu anonim (Categorie: fortificație) (Tip: Turn)                                                                                                | sat Cormeniș, comuna Lozna                         |                                          |                                           |            |                                               | Încărcați imagine | Raportați eroare |
| 140592.03.01                               | Așezarea medievală de la Coșeiu / ansamblu anonim (Categorie: locuire) (Tip: așezare)                                                                  | sat Coșeiu, comuna Coșeiu                          |                                          | sec. XIII                                 |            |                                               | Încărcați imagine | Raportați eroare |
| 140592.04.01                               | Mănăstirea augustiniană de la Coșeiu / ansamblu anonim (Categorie: construcție de cult) (Tip: Mănăstire)                                               | sat Coșeiu, comuna Coșeiu                          |                                          | sec. XV                                   |            |                                               | Încărcați imagine | Raportați eroare |
| 141740.02.01                               | Așezarea daco-romană de la Cosniciu de Jos - Valea Cerișei / ansamblu anonim (Categorie: locuire civilă) (Tip: așezare)                                | sat Cosniciu de Jos, comuna Ip                     | Valea Cerișei                            | sec. III-IV                               |            |                                               | Încărcați imagine | Raportați eroare |
| 141740.03.01                               | Așezarea medievală de la Cosniciu de Jos / ansamblu anonim (Categorie: locuire civilă) (Tip: așezare)                                                  | sat Cosniciu de Jos, comuna Ip                     |                                          | sec. XIII                                 |            |                                               | Încărcați imagine | Raportați eroare |
| 141740.04.01                               | Așezarea din epoca migrațiilor de la Cosniciu de Jos - Costileasa / ansamblu anonim (Categorie: locuire civilă) (Tip: așezare)                         | sat Cosniciu de Jos, comuna Ip                     | Costileasa                               | sec. VIII-IX                              |            |                                               | Încărcați imagine | Raportați eroare |
| 141740.05.01                               | Așezarea din epoca migrațiilor de la Cosniciu de Jos - Sălaș / ansamblu anonim (Categorie: locuire civilă) (Tip: așezare)                              | sat Cosniciu de Jos, comuna Ip                     | Sălaș                                    | sec. VIII-IX                              |            |                                               | Încărcați imagine | Raportați eroare |
| 141740.06.01                               | Așezarea din epoca migrațiilor de la Cosniciu de Jos - Ciuntă / ansamblu anonim (Categorie: locuire civilă) (Tip: așezare)                             | sat Cosniciu de Jos, comuna Ip                     | Ciuntă                                   | sec. VIII-IX                              |            |                                               | Încărcați imagine | Raportați eroare |
| 141759.01.01                               | Așezarea Wietenberg de la Cosniciu de Sus / ansamblu anonim (Categorie: locuire) (Tip: așezare)                                                        | sat Cosniciu de Sus, comuna Ip                     |                                          |                                           |            |                                               | Încărcați imagine | Raportați eroare |
| 140636.03.01                               | Așezarea dacică de la Crasna / ansamblu anonim (Categorie: locuire) (Tip: așezare)                                                                     | sat Crasna, comuna Crasna                          |                                          |                                           |            |                                               | Încărcați imagine | Raportați eroare |
| 140636.07.01                               | Așezarea daco-romană de la Crasna - Kisstalou / ansamblu anonim (Categorie: locuire) (Tip: așezare)                                                    | sat Crasna, comuna Crasna                          | Kisstalou                                | sec. III-IV                               |            |                                               | Încărcați imagine | Raportați eroare |
| 140636.08.01                               | Așezarea daco-romană de la Crasna - Rât / ansamblu anonim (Categorie: locuire) (Tip: așezare)                                                          | sat Crasna, comuna Crasna                          | Rât                                      | sec. III-IV                               |            |                                               | Încărcați imagine | Raportați eroare |
| 140636.09.01                               | Așezarea daco-romană de la Crasna - IAS (fosta fermă Györffy) / ansamblu anonim (Categorie: locuire) (Tip: așezare)                                    | sat Crasna, comuna Crasna                          | AS (fosta fermă Györffy)                 |                                           |            |                                               | Încărcați imagine | Raportați eroare |
| 140636.10.01                               | Necropola romană de la Crasna - Valea Ratinului / ansamblu anonim (Categorie: necropolă) (Tip: așezare)                                                | sat Crasna, comuna Crasna                          | Valea Ratinului                          |                                           |            |                                               | Încărcați imagine | Raportați eroare |
| 140636.11.01                               | Așezarea medievală de la Crasna / ansamblu anonim (Categorie: locuire) (Tip: așezare)                                                                  | sat Crasna, comuna Crasna                          |                                          | sec. XI                                   |            |                                               | Încărcați imagine | Raportați eroare |
| 140636.12.01                               | Așezarea medievală de la Crasna - Grajduri / ansamblu anonim (Categorie: locuire) (Tip: așezare)                                                       | sat Crasna, comuna Crasna                          | Grajduri                                 | sec. X-XI                                 |            |                                               | Încărcați imagine | Raportați eroare |
| 140681.02.01                               | Turnul roman de la Creaca - Dumbravă / ansamblu anonim (Categorie: fortificație) (Tip: Turn)                                                           | sat Creaca, comuna Creaca                          | Dumbravă                                 |                                           |            |                                               | Încărcați imagine | Raportați eroare |
| 140681.03.01                               | Turnul roman de la Creaca - Vârful Cigleanului / ansamblu anonim (Categorie: fortificație) (Tip: Turn)                                                 | sat Creaca, comuna Creaca                          | Vârful Cigleanului                       |                                           |            |                                               | Încărcați imagine | Raportați eroare |
| 140681.04.01                               | Așezare daco-romană de la Creaca - Peștera / ansamblu anonim (Categorie: locuire) (Tip: peșteră)                                                       | sat Creaca, comuna Creaca                          | Peștera                                  | sec. II-III                               |            |                                               | Încărcați imagine | Raportați eroare |
| 140681.05.01                               | Mina de epocă romană de la Creaca - Cariera Creaca Țiclar / ansamblu anonim (Categorie: exploatare/carieră) (Tip: așezare)                             | sat Creaca, comuna Creaca                          | Cariera Creaca Țiclar                    |                                           |            |                                               | Încărcați imagine | Raportați eroare |
| 140832.03.01                               | Situl arheologic de la Crișeni - Satul Nou / ansamblu anonim (Categorie: locuire civilă) (Tip: așezare)                                                | sat Crișeni, comuna Crișeni                        | Satul Nou                                | Coțofeni                                  |            |                                               | Încărcați imagine | Raportați eroare |
| 140832.03.02                               | Situl arheologic de la Crișeni - Satul Nou / ansamblu anonim (Categorie: locuire civilă) (Tip: așezare)                                                | sat Crișeni, comuna Crișeni                        | Satul Nou                                | Wietenberg                                |            |                                               | Încărcați imagine | Raportați eroare |
| 140832.03.03                               | Situl arheologic de la Crișeni - Satul Nou / ansamblu anonim (Categorie: locuire civilă) (Tip: așezare)                                                | sat Crișeni, comuna Crișeni                        | Satul Nou                                | Otomani                                   |            |                                               | Încărcați imagine | Raportați eroare |
| 142024.01.01                               | Așezarea celtică de la Criștelec / ansamblu anonim (Categorie: locuire) (Tip: așezare)                                                                 | sat Criștelec, comuna Măeriște                     |                                          | Celtică                                   |            |                                               | Încărcați imagine | Raportați eroare |
| 139839.05.01                               | Așezarea din epoca migrațiilor de la Cuceu - Pe Deal / ansamblu anonim (Categorie: locuire civilă) (Tip: așezare)                                      | sat Cuceu, oraș Jibou                              | Pe Deal                                  | sec. VII-XI                               |            |                                               | Încărcați imagine | Raportați eroare |
| 140878.01.01                               | Așezarea de epocă romană de la Cuzăplac / ansamblu anonim (Categorie: locuire) (Tip: așezare)                                                          | sat Cuzăplac, comuna Cuzăplac                      |                                          |                                           |            |                                               | Încărcați imagine | Raportați eroare |